# Giovanni Favia
Giovanni Favia (Bologna, 20 febbraio 1981) è un politico italiano.

## Biografia

### Carriera nel Movimento 5 Stelle (2009-2012)
Iscritto al Movimento 5 Stelle, nel gennaio 2009 si candida a sindaco di Bologna, entrando nel consiglio comunale con 7 428 voti, pari al 3,2%. Nel dicembre del 2009 si candida presidente della regione Emilia-Romagna. Dopo il commissariamento del comune, avvenuto dal 17 febbraio 2010, diviene consigliere regionale grazie a 161 056 preferenze (pari al 7% dei voti) ottenute come candidato presidente della Regione per il Movimento 5 Stelle.
In contrasto con le scelte del Movimento 5 Stelle, il 19 aprile 2012 partecipa alla trasmissione televisiva di Michele Santoro Servizio pubblico. Successivamente, il 6 settembre, in un servizio di Piazzapulita viene trasmesso un fuori onda in cui Favia utilizza parole molto dure nei confronti del cofondatore del Movimento, Gianroberto Casaleggio. A causa di quanto detto, il 12 dicembre, assieme alla consigliera comunale di Bologna Federica Salsi, gli viene impedito da Beppe Grillo di utilizzare ulteriormente il logo del Movimento, cacciandolo, de facto, dal movimento.

### La candidatura con Rivoluzione Civile (2012-2013)

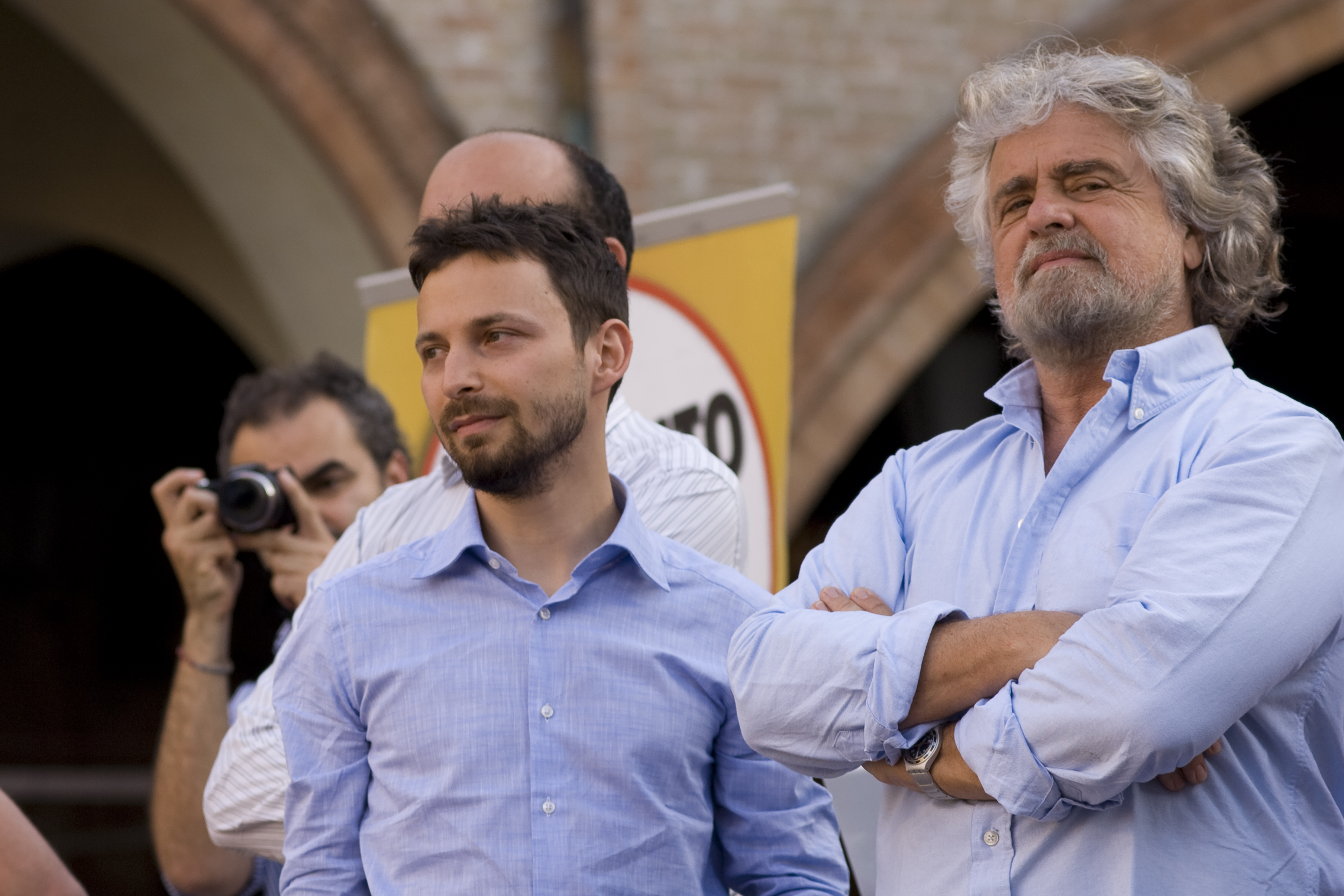
Giovanni Favia e Beppe Grillo il 10 maggio 2011 in un comizio.

L'11 gennaio 2013 accetta ufficialmente la proposta avanzata da Antonio Ingroia di candidarsi come indipendente alle elezioni politiche del 2013 con la lista Rivoluzione Civile, presentandosi al secondo posto alla Camera dei Deputati nella circoscrizione Emilia-Romagna.
Visti i risultati definitivi delle elezioni del 24-25 febbraio 2013 e, vista la legge elettorale vigente, Favia non è stato eletto deputato perché Rivoluzione Civile non ha superato la soglia di sbarramento.
Risulta ad agosto 2013 impegnato con il nuovo movimento di Antonio Ingroia, Azione Civile, come responsabile ambiente.

### La permanenza nel Consiglio regionale (2013-2014)
Dopo la candidatura con Rivoluzione Civile rimane all'interno del Consiglio Regionale, diventando indipendente all'interno del Movimento 5 Stelle.

### Vicende giudiziarie
A febbraio 2019, per un articolo su Il Tempo del 2014 in cui definiva poco chiari i rapporti tra il Blog di Grillo e l'azienda milanese, è stato condannato per diffamazione ad una pena pecuniaria di 500 euro, una provvisionale di 5.000 euro in favore di Davide Casaleggio e una provvisionale di 10.000 euro in favore della Casaleggio Associati.
Nel 2023 è stato accusato di violenza sessuale,, poi assolto nel maggio 2024.